# Sarsen
Le pietre di sarsen sono blocchi di arenaria che si trovano in gran quantità nel Regno Unito: nella pianura di Salisbury, nei Marlborough Downs, nel Kent, e in minore quantità nel Berkshire, nell'Essex, nell'Oxfordshire, nel Dorset e nell'Hampshire. 

## Etimologia

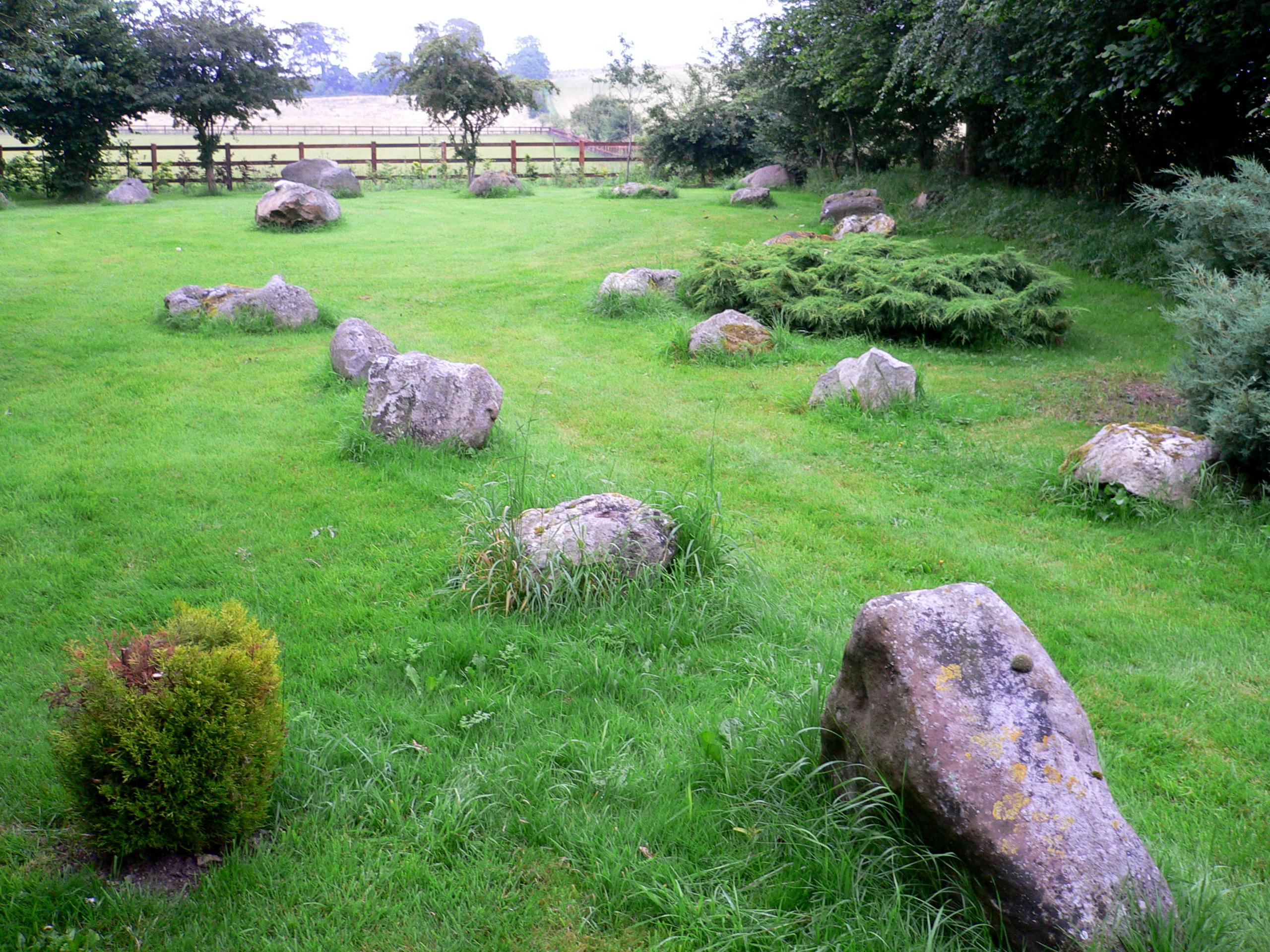
Sarsen, nel Wiltshire.

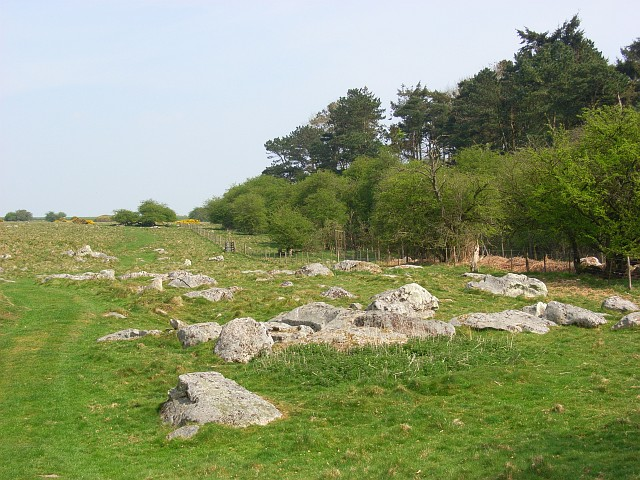
Affioramento di sarsen, nei Marlborough Downs.

La parola inglese sarsen (pronuncia: [ˈsaːsǝn]), la cui etimologia risalirebbe all'antica parola saracen («saraceno»), è un'abbreviazione di «saracen stone». «Saracen» era un nome comune per indicare i musulmani, e venne per estensione a essere utilizzato come sinonimo di «pagano». Sarsen significa dunque «pietra dei pagani».

## Geologia
I blocchi di arenaria dei sarsen si sono formati sul gesso per l’agglomerazione di uno strato regolare di sabbia silicea di cui hanno mantenuto lo spessore relativamente costante e i due piani principali naturalmente paralleli.
Sono i resti post-glaciali di una piattaforma di silcrete terziaria che copriva un tempo una gran parte del sud dell'Inghilterra, formando una roccia compatta e dura formata da grani di sabbia legati tra loro da un cemento siliceo, che ne fa una sorta di grès silicificato. Questo fenomeno si è verificato dal Neogene fino all'erosione del Quaternario per effetto della silicificazione dei sedimenti del gruppo di Lambeth del Paleocene superiore, derivando dalla lisciviazione acida.

## Usi umani
I costruttori di Stonehenge hanno utilizzato queste pietre per la «pietra del tallone» (heelstone) e per i pilastri del cerchio dei sarsen. Il circolo di Avebury e numerosi altri monumenti megalitici del sud dell'Inghilterra sono ugualmente costruiti con pietre di sarsen.
Le pietre hanno potuto essere tagliate mediante il fuoco fino a ottenere blocchi di dimensione appropriata ai diversi progetti.
Il sarsen non è pertanto un materiale da costruzione ideale: William Stukeley scrisse che «il sarsen è sempre umido e bagnato di rugiada in inverno, il che lo rende una pietra umida e insalubre, che fa marcire i mobili». Ciononostante, malgrado questi problemi, il sarsen resta assai apprezzato per la sua durabilità, che ne fa un eccellente materiale per i gradini delle scale e i bordi dei marciapiedi.